# Little Women (film fra 1917)
 For alternative betydninger, se Little Women. (Se også artikler, som begynder med Little Women)
Little Women er en britisk stumfilm fra 1917 af Alexander Butler.

## Medvirkende
- Daisy Burrell som Amy March
- Mary Lincoln som Meg March
- Minna Grey som Marmie March
- Muriel Myers som Beth March
- Ruby Miller som Jo March